# 広島県道46号東広島白木線
広島県道46号東広島白木線（ひろしまけんどう46ごう ひがしひろしましらきせん）は、広島県東広島市から広島市安佐北区を結ぶ県道（主要地方道）である。

## 概要

### 路線データ
- 起点：東広島市八本松東7丁目（国道486号交点）
- 終点：広島市安佐北区白木町秋山（志和口踏切(西)）
- 総延長：約16.3 km

## 歴史
- 1993年（平成5年）5月11日 - 建設省から、県道東広島白木線が東広島白木線として主要地方道に指定される[1]。
- 2018年（平成30年）7月 - 平成30年7月豪雨により寸断。
- 2020年（令和2年）6月18日 - 広島市安佐北区白木町の区間で関川沿いの路面が崩落[2]。この箇所は2018年にも崩落した箇所であること、さらに同年7月6日の豪雨で再度崩落したため、山側に迂回路を建設して復旧に当たることとなった[3]。

## 地理

### 通過する自治体
- 東広島市
- 広島市（安佐北区）

### 交差する道路

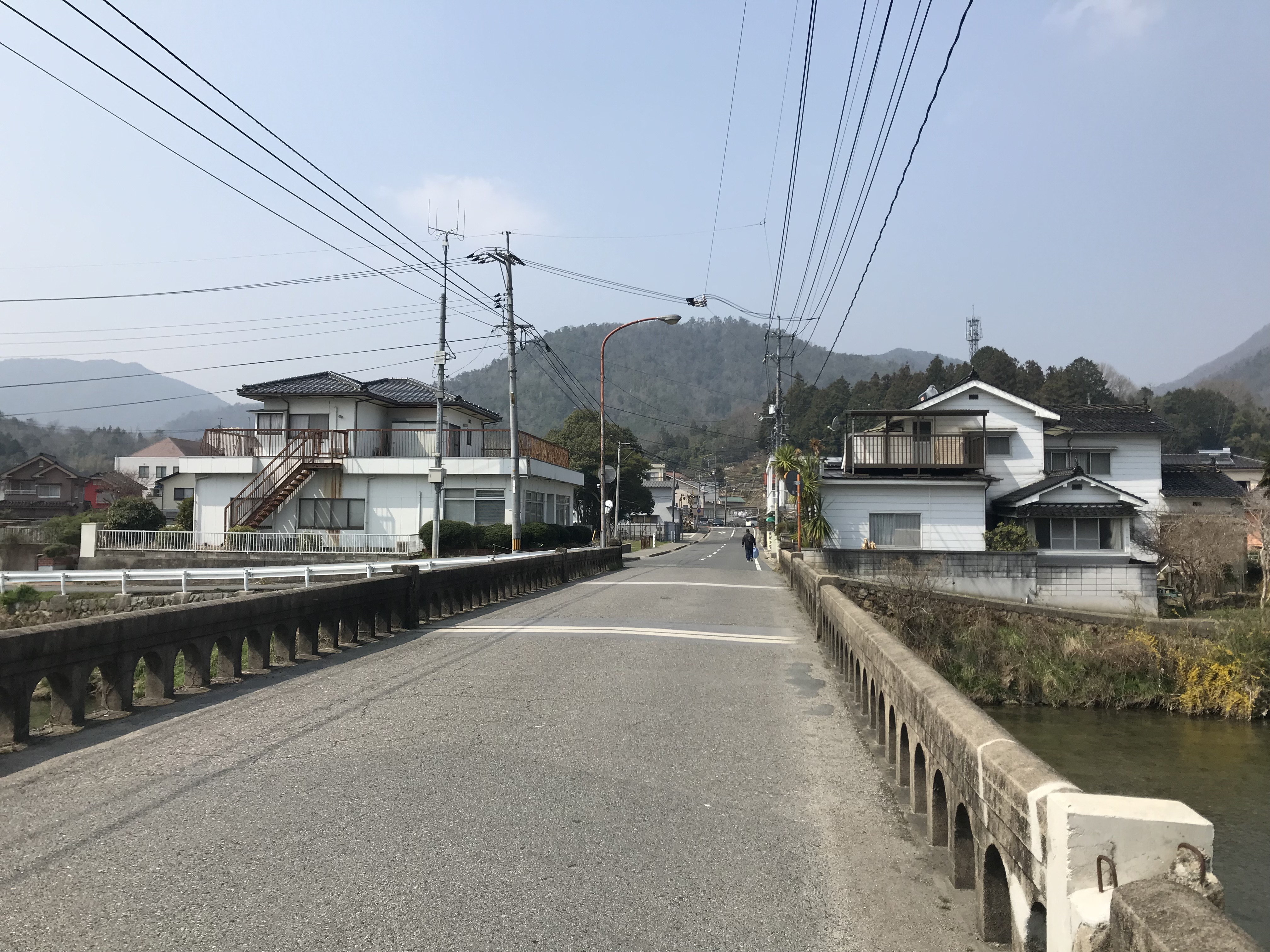
終点手前の柏木橋から終点方面を望む

| 交差する道路                                                          | 市町村名 | 市町村名 | 交差する場所         | 交差する場所       |
| --------------------------------------------------------------------- | -------- | -------- | -------------------- | ------------------ |
| 国道486号                                                             | 東広島市 | 東広島市 | 八本松東7丁目        | 起点               |
| 広島県道350号造賀八本松線                                             | 東広島市 | 東広島市 | 八本松町飯田         | [ 注釈 1 ]         |
| 広島県道33号瀬野川福富本郷線                                          | 東広島市 | 東広島市 | 志和町志和堀         | 志和堀（北）交差点 |
| 広島県道328号志和口向原線                                             | 広島市   | 安佐北区 | 白木町小越（おこえ） |                    |
| 広島県道37号広島三次線 広島県道37号広島三次線 / 白木旧道 重複区間起点 | 広島市   | 安佐北区 | 白木町小越           | 小越交差点         |
| 広島県道37号広島三次線 / 白木旧道 重複区間終点                        | 広島市   | 安佐北区 | 白木町秋山           | 終点               |

### 沿線にある施設など
- JR山陽本線 八本松駅
- JR芸備線 志和口駅